# Kosova (1858)
Il vascello ottomano Kosova, costruito dal Tersâne-i Âmire di Istanbul, prese parte alla Crisi di Creta del 1866 e alla guerra russo-turca (1877-1878).

## Storia
Il vascello di linea Kosova, ordinato nel 1851, fu impostato presso il Tersâne-i Âmire di Istanbul nel 1855, venendo varato nel corso nel 1858. Entrato in servizio nel 1864, in quello stesso anno partì per  il cantiere navale Keyham Yard di Portsmouth, Gran Bretagna, dove ricevette importanti modifiche all'apparato propulsivo. Con lavori eseguiti sia a Portsmouth che a Southampton furono installate 4 caldaie  e una macchina alternativa a vapore bicilindrica  Maudslay erogante la potenza di 3.600 ihp su un solo asse. Il 18 febbraio 1865 salpò da Portsmouth per rientrare a Istanbul, con un armamento costituito da 32 cannoni da 62 lb, e 34 da 45 lb.
Nel 1866, poco prima dello lo scoppio della terza guerra d'indipendenza italiana, la Sublime porta, preoccupata che la Regia Marina potesse intervenire in forze nel Mare Adriatico, bloccando di fatto tutta la navigazione, e delle mire serbe e rumene sui territori meridionali dell'Impero austro-ungarico, e di riflesso su quelli dell'Impero ottomano, offrì all'arciduca Alberto d'Asburgo-Teschen il proprio aiuto. Il sultano inviò navi e soldati a presidiare i confini meridionali dell'impero. Il 28 maggio il console austriaco a Mostar informò il governatore militare della Dalmazia che uno squadra navale turca sarebbe ben presto entrata nell'Adriatico per proteggere le enclavi costiere di Klek e Sutorina, rispettivamente sulla costa adriatica a nord e sud di Ragusa. La prima nave da guerra turca, la corvetta Mansour, arrivò il giorno successivo, seguito dal vascello di linea a propulsione a vapore (kalyon) Kosova. Nelle tre settimane successive arrivò il viceammiraglio Ethem Pasha che alzava la sua insegna sulla fregata Hüdavendigar, con il vascello di linea a vapore Peyk-i Zafer, la corvetta Sinop, la cannoniera Beyrut e una nave da trasporto disarmata. Gli austriaci si aspettavano che il vascello Peyk-i-Zafer sostituisse il similare Kosova, che invece rimase lì a stazionare. Poco dopo il suo arrivo il Peyk-i-Zafer lasciò la squadra per eseguire una missione di pattugliamento lungo la costa albanese. Numerose navi da rifornimento turche continuarono ad arrivare sbarcando rifornimenti, mentre il brigantino Genuz-Dundja consegnò centinaia di casse di munizioni a Salonicco, Antivari e Klek tra il 15 e il 16 giugno. Il 25 dello stesso mese, due giorni dopo la dichiarazione di guerra italiana all'Impero austro-ungarico, il comandante turco in Bosnia, Farouk Pasha ordinò la mobilitazione generale  richiamando in servizio 60.000 riservisti. Il temuto sbarco italiano in Dalmazia non avvenne mai, e la squadra navale turca, così come le truppe mobilitate non entrarono mai in azione.
Nel 1875 l'armamento fu modificato con 1 cannone da 203 mm e 34 da 45 lb. Il Kosova prese successivamente parte alla guerra russo-turca (1877-1878), venendo radiato dal servizio nel 1878. In quell'anno gli fu rimosso l'apparato propulsore e l'armamento, e fu poi venduto per demolizione nel 1883.

### Annotazioni
1. ↑  Sebbene Klek fosse un porto turco, le disposizioni risalenti al 1718 imponevano ai turchi di ottenere l'autorizzazione austriaca perché le proprie navi da guerra potessero entrarvi.

### Fonti
1. 1 2 3 4 5  Langensiepen, Güleryüz 1995, p. 142.
2. 1 2 3 4 5 6 7 8  Avalanche Press.
3. ↑  Olender 2017, p. 200.